# Kolorektální karcinom
Kolorektální karcinom nebo ne zcela přesně rakovina tlustého střeva představuje jedno z nejčastějších nádorových onemocnění. Někdy používané označení rakovina tlustého střeva je prakticky synonymem. Nejčastěji se vyskytuje u lidí nad 50 let. Způsobuje smrt zhruba 655 000 lidí ročně. Nejvyšší výskyt tohoto onemocnění v Evropě je na Slovensku a v Maďarsku. 
Kolorektální karcinom patří mezi vysoce preventabilní onemocnění. Kombinací všech typů prevence rakoviny by bylo možné snížit úmrtnost na toto onemocnění až o 90 %.

## Vznik a rizikové faktory
Kolorektální karcinom obvykle nevzniká náhle. Na sliznici tlustého střeva nejprve vzniká benigní polyp, ve kterém dochází k dalším změnám buněk, které nakonec vyústí v karcinom. Odstranění polypu, například při koloskopickém vyšetření tak představuje vyléčení.

### Životní styl
Poměrně výrazný vliv na rozvoj kolorektálního karcinomu má životní styl. Nejsignifikantnějším faktorem (karcinogenem) je pití alkoholu, které je v Česku velmi vysoké. Existuje statisticky významný vztah mezi množstvím snědeného masa a rizikem vzniku rakoviny tlustého střeva, každých 100 gramů denně zkonzumovaného červeného masa zvyšuje riziko onemocnění o 17 %. Další jsou rizikové faktory jako nedostatek zeleniny v potravě, úprava potravy grilováním a smažením, konzumace uzenin a kouření.
Česká republika dříve patřila ke státům s nejvyšším výskytem této nemoci na světě. K roku 2024 je ČR u nově diagnostikovaných případů v Evropě na 14. místě, na předních místech jsou Slovensko a Maďarsko). „Dvěma třetinám úmrtí by se dalo zabránit, pokud bychom dodržovali několik vcelku jednoduchých zásad zdravého životního stylu, zejména: nekouřit, hýbat se a udržovat si přiměřenou hmotnost (BMI ideálně do 25, max. 27,5), zvýšit příjem zeleniny, vlákniny, a naopak omezit příjem červeného masa, zpracovaných masných výrobků a alkoholu. Dalším 30 % úmrtí by se předešlo, kdyby se většina našich občanů starších 50 let zapojila do screeningu kolorektálního karcinomu,“ uvedl Marek Svoboda, ředitel Masarykova onkologického ústavu.

### Vliv dědičnosti
Kolorektální karcinom se může vyskytovat v některých rodinách častěji, podkladem může být genetika, ale i jiné faktory (např. stravovací návyky). Kromě toho je několik genetických poruch, v rámci kterých se může kolorektální karcinom vyskytovat. Pro to, že je nádor součástí nějakého genetického syndromu svědčí především nízký věk nemocného (20–30 let) a mnohdy velmi častý výskyt nádorových onemocnění v nižším věku u pokrevních příbuzných.[zdroj?]

### Vliv prostředí
Vlivem prostředí jsou myšleny především klimatické podmínky a znečištění životního prostředí. Zdá se, že tyto vlivy nejsou pro rozvoj kolorektálního karcinomu výraznými rizikovými faktory. Za určitých okolností se mohou jako rizikové jevit dusičnany v pitné vodě.[zdroj?]

#### Familiární adenomatózní polypóza (FAP)
FAP je nejčastějším geneticky podmíněným syndromem spojeným se vznikem kolorektálního karcinomu. Název poměrně dobře popisuje onemocnění – již v poměrně nízkém věku se v tlustém střevě postiženého objevuje velké množství polypů, které se mohou dříve nebo později zvrhnout v maligní karcinom. Jedinou možnou terapií je sledování a průběžné odstraňování polypů kolonoskopicky. Onemocnění je způsobeno mutací jediného genu pojmenovaného APC.

#### Gardnerův syndrom
U postižených se kromě polypů tlustého střeva vyskytují i osteomy (tj.nádory kostí) a fibromatóza (tj. mnohočetné benigní nádory vaziva).

#### Turcotův syndrom
U postižených se kromě polypů tlustého střeva vyskytují i maligní nádory mozku.

#### Lynchův syndrom
U postiženého vzniká již v časném věku kolorektální karcinom bez předchozího vzniku polypů (Lynch I). Syndrom Lynch II je doprovázen výskytem dalších nádorů – děložní sliznice, žaludku, pankreatu, kůže i jiných. Byla identifikována řada genů zodpovědných za vznik tohoto syndromu, nejčastěji je však příčinou mutace genů MSH2 a MLH1. Někdy Lynchův syndrom označuje jako HNPCC (Hereditary NonPolyposis Colorectal Cancer).

## Klinické projevy
| Velikost tumoru              | Velikost tumoru                                   |
| ---------------------------- | ------------------------------------------------- |
| TX                           | nelze hodnotit                                    |
| T0                           | nelze prokázat                                    |
| Tis                          | prorůstá nejhlouběji do lamina propria mucosae    |
| T1                           | prorůstá nejhlouběji do submukózy                 |
| T2                           | prorůstá nejhlouběji do tunica muscularis propria |
| T3                           | prorůstá přes tunica muscularis propria           |
| T4                           | prorůstá do okolních orgánů nebo přes peritoneum  |
| Postižení lymfatických uzlin |                                                   |
| NX                           | nelze hodnotit                                    |
| N0                           | nepřítomny                                        |
| N1                           | 1-3 postižené uzliny                              |
| N2                           | 4 a více postižených uzlin                        |
| Vzdálené metastázy           |                                                   |
| MX                           | nelze hodnotit                                    |
| M0                           | nepřítomny                                        |
| M1                           | přítomny                                          |

Nebezpečí kolorektálního karcinomu spočívá v tom, že může probíhat poměrně dlouho skrytě a manifestovat se až v pokročilejším, a tedy obtížněji řešitelném, stádiu. Většinou se manifestuje krví ve stolici, méně často bolestí břicha, střídáním zácpy a průjmu, hlenem ve stolici, hubnutím nebo změnami chutě.

## Screening
Screeningově se pro záchyt podezření na kolorektální karcinom uplatňují především palpační vyšetření per rectum (nádor často roste v konečném úseku střeva v dosahu prstu) a biochemický test na přítomnost krve ve stolici. Podle současných doporučení jsou do screeningu zahrnuti všichni pacienti od 50 let. V Česku je test na skryté krvácení ve stolici možno opakovat každoročně do věku 55 let, poté jednou za dva roky. Od roku 2009 se uplatňuje nový populační screening, který zahrnuje možnost i provedení screeningové kolonoskopie.

## Diagnostika
Vyšetření tlustého střeva se provádí metodami endoskopickými nebo zobrazovacími, především rentgenovými. Pro definitivní diagnózu je nutné odebrat vzorek na histologické vyšetření. To umožňuje vyšetření pomocí endoskopu nebo jsou vzorky odebírané přímo při operaci. Zobrazovací metody (irigografie – kontrastní rentgenové vyšetření, CT kolografie či MR kolografie) odběr vzorků neumožňují. Histopatolog pak určí, zda jde vůbec o nádor, zda je benigní či maligní a o jaký typ nádoru jde. Podle těchto údajů se poté řídí další terapie.
Kromě typu nádoru je nutné určit ještě rozsah postižení. K tomu se běžně používá RTG plic, sonografie jater a CT malé pánve. Pro sledování dalšího vývoje choroby se změří hladina tumor markerů v krvi, obvykle jde o markery CEA a CA 19-9.
Mikroflóra může také napomoci k diagnostice.

## Terapie

### Chirurgická terapie
Základem je odstranění části střeva s nádorem. Pokud je odstraněna veškerá nádorová masa, lze považovat výkon za radikální (tj. uzdravující). Za radikální výkon lze považovat za určitých okolností i odstranění metastáz v játrech. Podle toho, která část střeva je odstraněna, je někdy třeba vytvořit pacientovi umělý vývod – stomii.

### Radioterapie
Radioterapie se u nádorů pravého tračníku prakticky neprovádí, protože střevo je vysoce citlivé na záření. V případě nádorů levého tračníku, zejména v případě nádorů rekta a řiti, může být radioterapie zvolena jako neoadjuvantní terapie, tedy zmenšení nádoru před dalším výkonem.

### Chemoterapie
Chemoterapie se používá buď jako adjuvantní léčba (tj. jako další léčba při operaci, je-li vyšší riziko metastáz) nebo jako léčba pokročilého metastatického procesu. Obvykle se používá kombinace fluoruracilu a leukovorinu (protokol FUFA) nebo se přidává irinotekan – FOLFIRI nebo se používá trojkombince + oxaliplatina (FOLFOX). Kapecitabin je proléčivo fluoruracilu, které lze podávat perorálně. Cílená biologická léčiva jsou bevacizumab, panitumumab a cetuximab. Nejnovějšími látkami v této indikaci jsou aflibercept a regorafenib.

## Prognóza
Šance na vyléčení se odvíjí od klinického stádia nemoci. U pacientů v I. klinickém stádiu dosahuje 5letého přežití téměř 90 %. Ve III. stádiu je to 60 % a ve IV. stádiu 10 % pacientů.